# 科尔多瓦历史中心
科尔多瓦历史中心（西班牙語：Centro histórico de Córdoba，又译科尔多瓦历史区）是欧洲现存规模最大的历史城区之一。1984年，联合国教科文组织宣布科尔多瓦主教座堂为世界文化遗产。1994年，该遗产扩大到科爾多瓦旧城区的大部分地区，项目名称也变更为“科尔多瓦历史中心”。这里保存了古罗马、伊斯兰和基督教时代的众多历史文化遗迹。

## 概况
公元8世纪，摩尔人占领了伊比利亚半岛的南部，科尔多瓦达到鼎盛时期。在这段全盛时期中，城中建起了约300座清真寺、数不清的宫殿和公共建筑，可与君士坦丁堡、大马士革和巴格达的辉煌繁荣相媲美。公元13世纪，西班牙国王费尔南多三世时期，科尔多瓦大清真寺被改建成大教堂，一些新的防御性建筑也修建起来，特别著名的有基督教君主城堡和卡拉奥拉塔要塞。

## 历史背景
科尔多瓦最早作为人类定居点可以追溯至古迦太基时代。在布匿战争后，科尔多瓦于公元前206年被古罗马人占领，不久后成为罗马共和国近西班牙行省的首府，城内建有众多防御工事。随着罗马帝国的衰落，到了公元6世纪，罗马在西班牙的影响力日渐式微，科尔多瓦落入了西哥特人的手中。公元8世纪初，来自北非的摩尔人征服了这里。716年，科尔多瓦成行省首府，766年成为穆斯林政权安达卢斯的首都。786年，著名的科尔多瓦大清真建成。到了10世纪的后倭马亚王朝时期，科尔多瓦以其文化、教育和宗教闻名于世。城内建有300余座清真寺，还包括众多的宫殿以及一座大图书馆。
1236年，在收复失地运动期间，卡斯蒂利亚国王費爾南多三世的军队占领了这座城市。基督徒在这里建造了新的防御系统，包括基督风格的宫殿、教堂和堡垒，并将大清真寺改造成了科尔多瓦主教座堂。虽然在基督教统治下的科尔多瓦失去了往日作为政治中心的重要地位，但由于附近的莫雷納山脈存在大量铜矿，该古城仍保持着一定的经济影响力。

## 地理
根据联合国教科文组织的定义，科尔多瓦历史中心包括科尔多瓦主教座堂及其周围的建筑和狭长街道。南临瓜达尔基维尔河，包括罗马桥和卡拉奥拉塔，东面是圣费尔南多街道，北部是商业中心，西部是基督教君主城堡。

## 参见

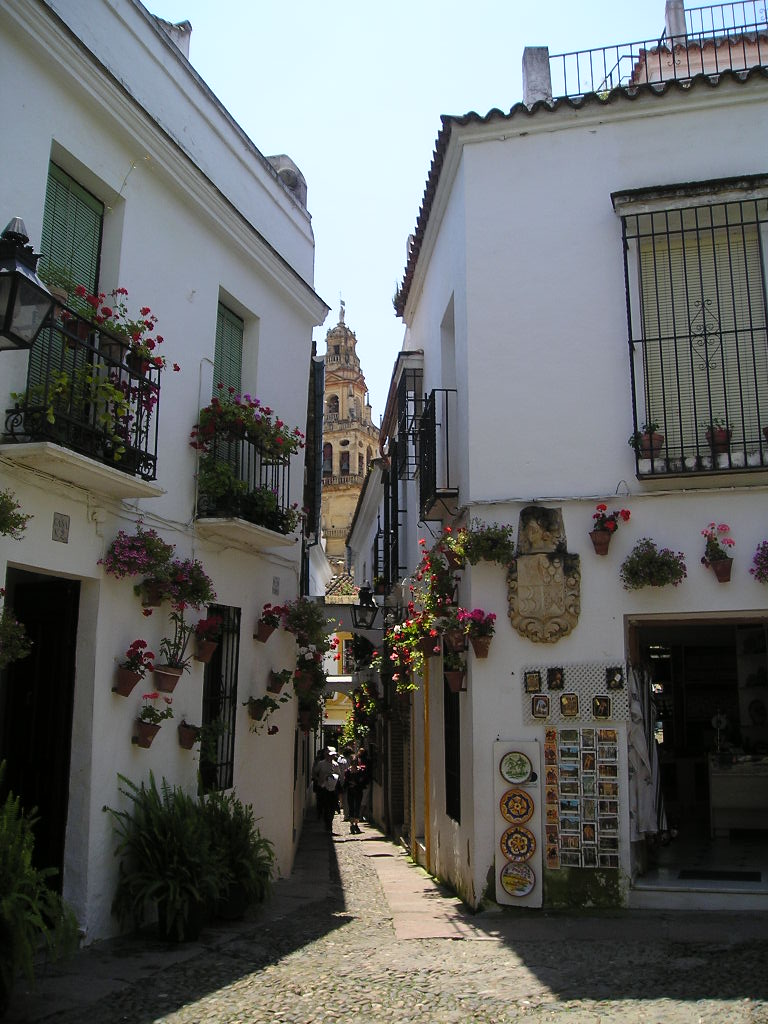
花巷

## 图集

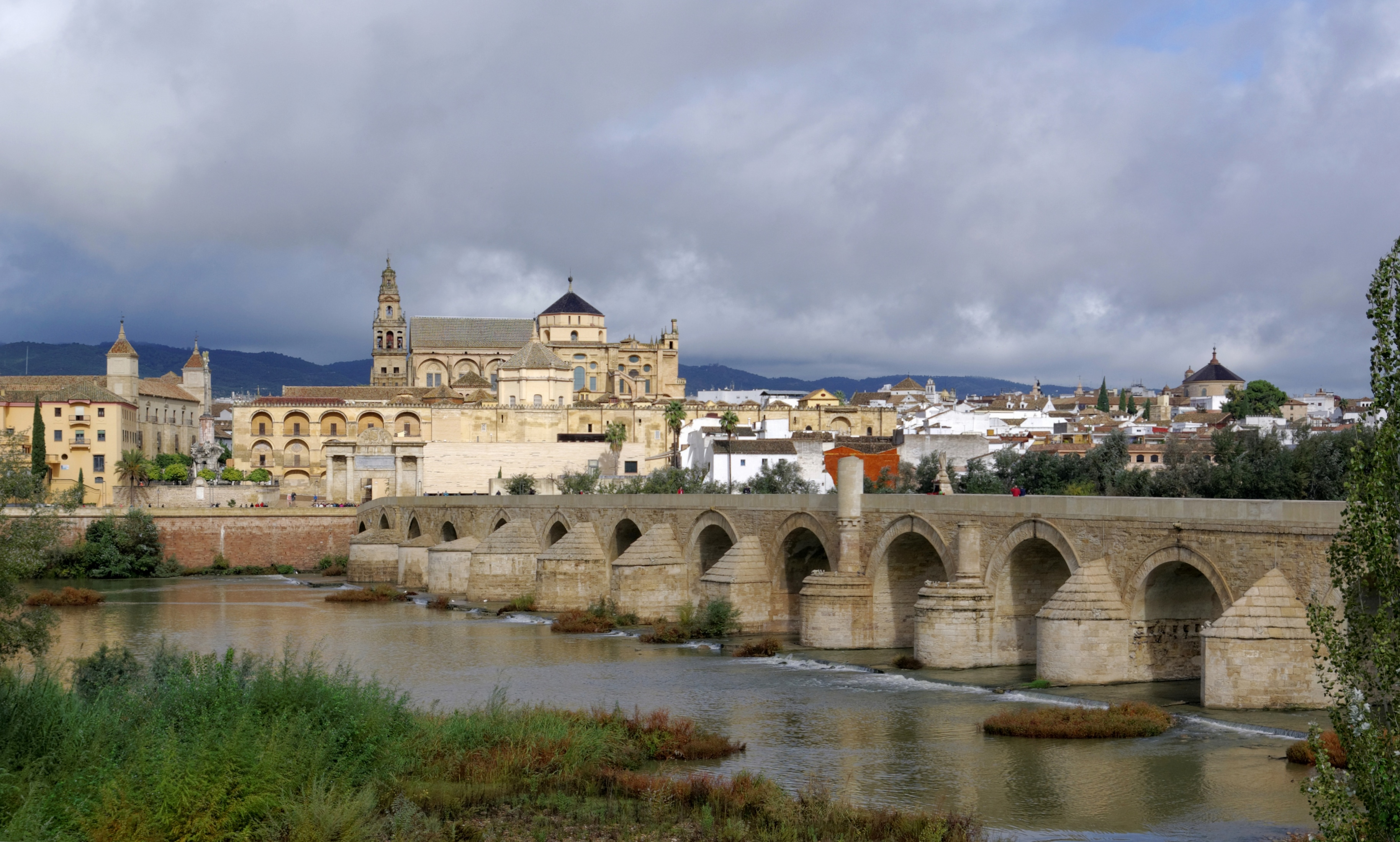
罗马桥
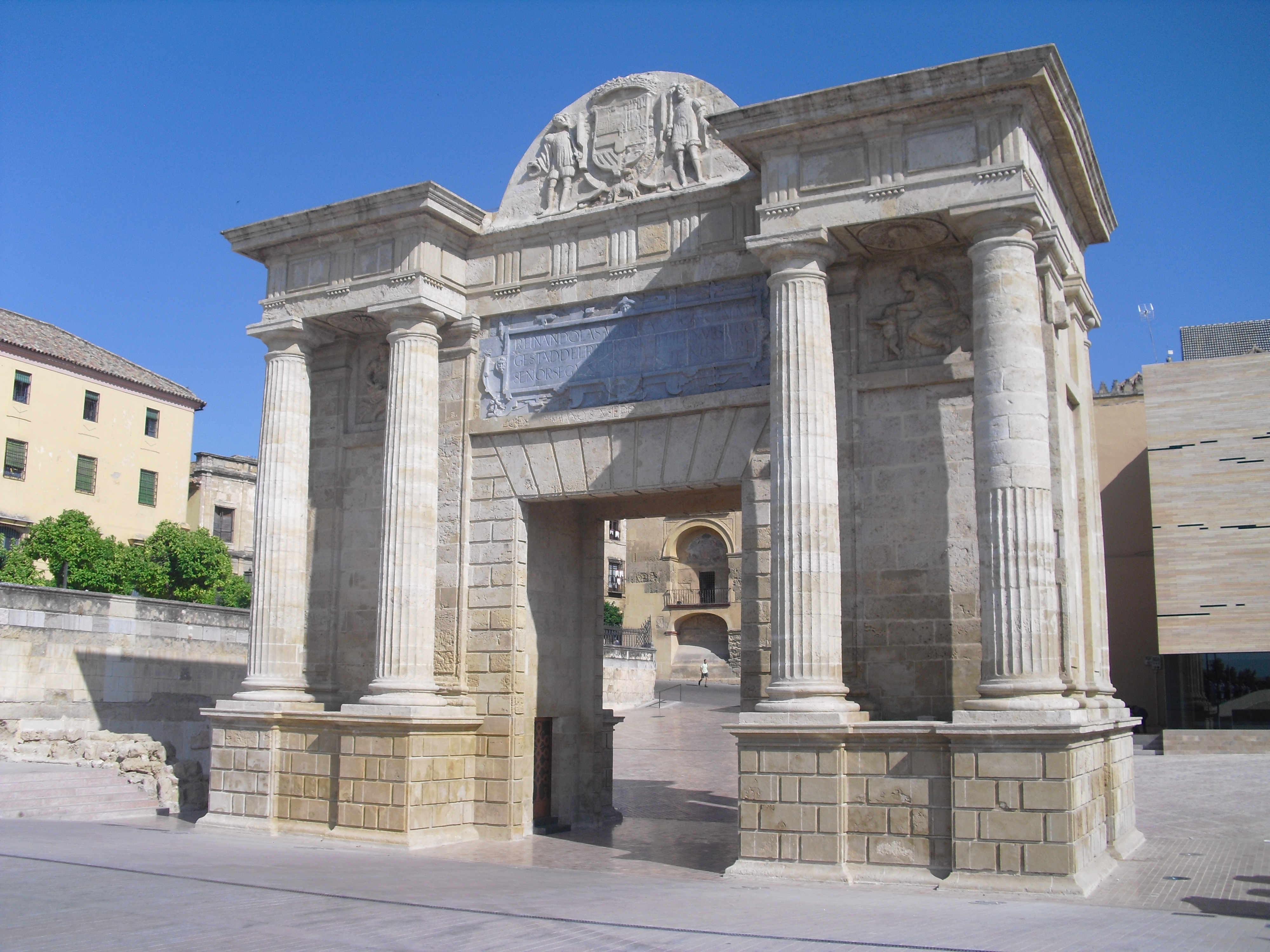
桥门
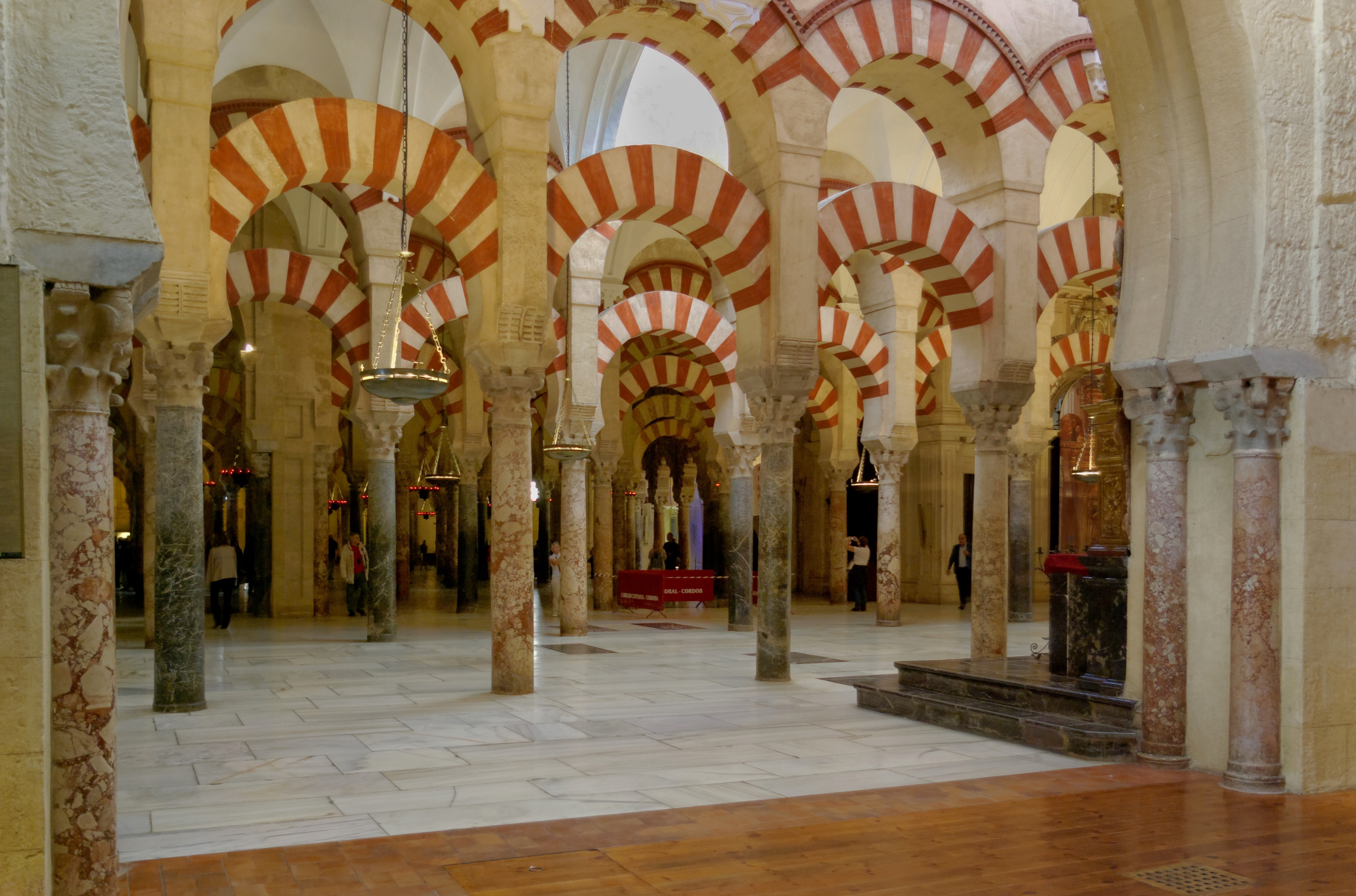
科尔多瓦主教座堂
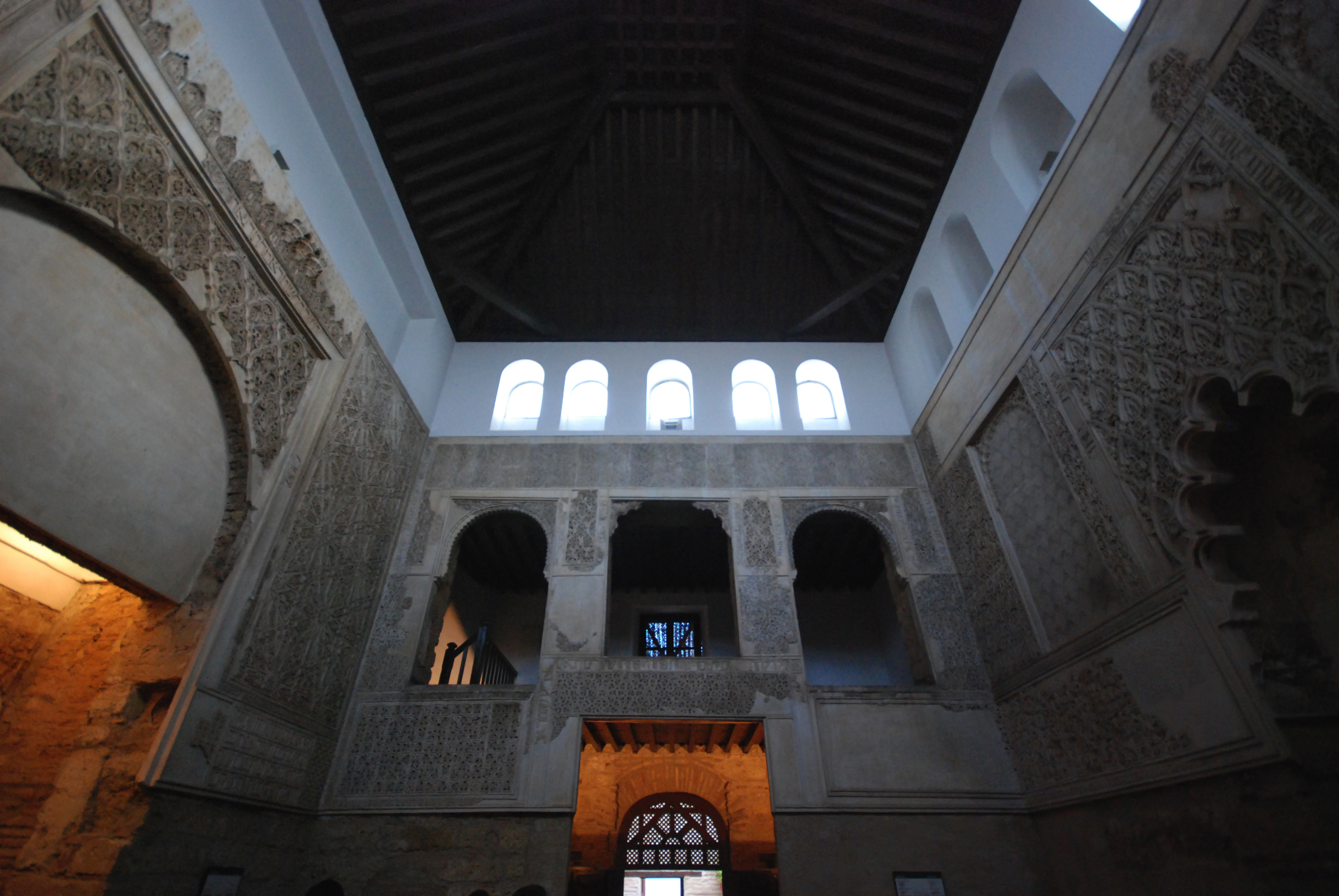
科尔多瓦犹太会堂
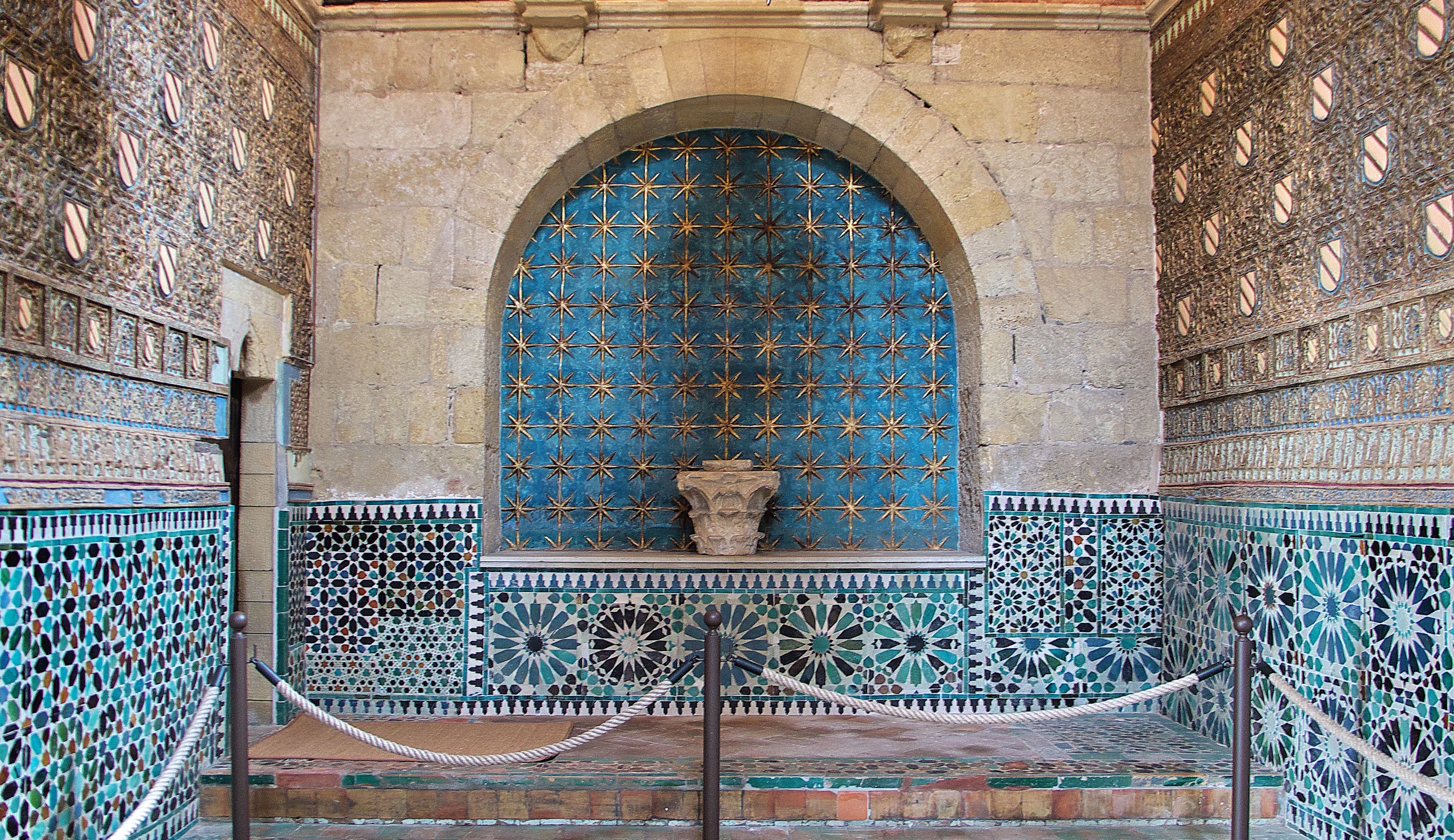
圣巴尔多禄茂小堂
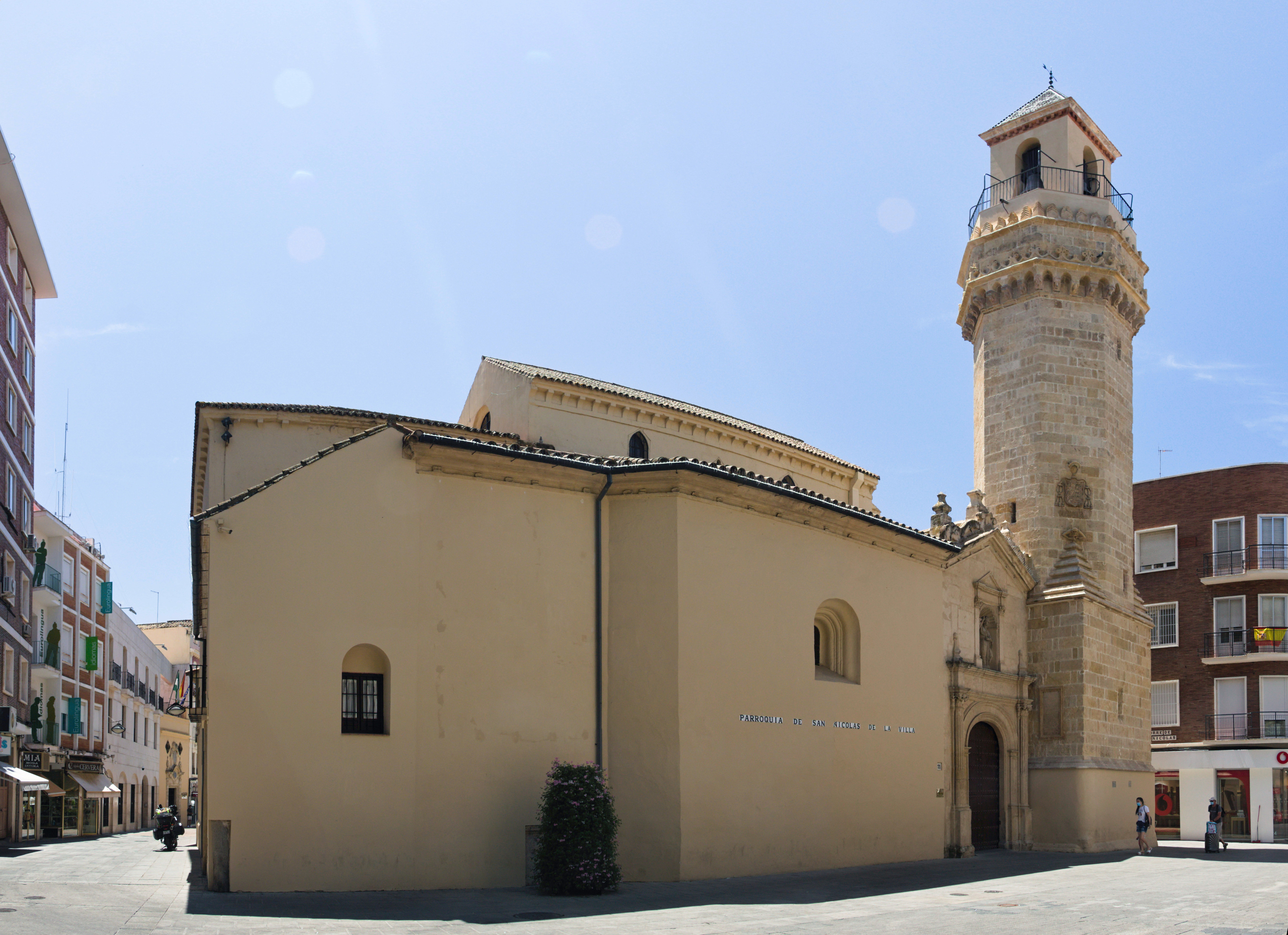
圣尼各老堂
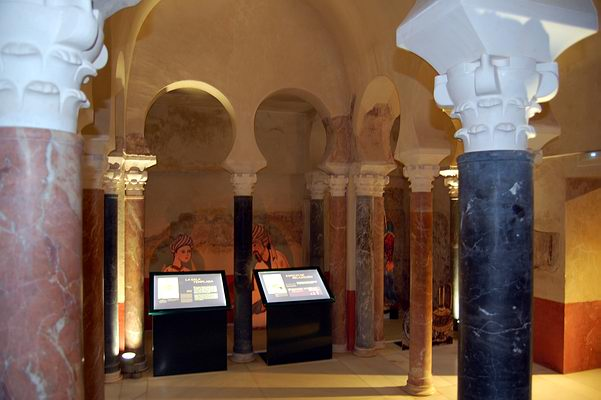
哈里发浴室
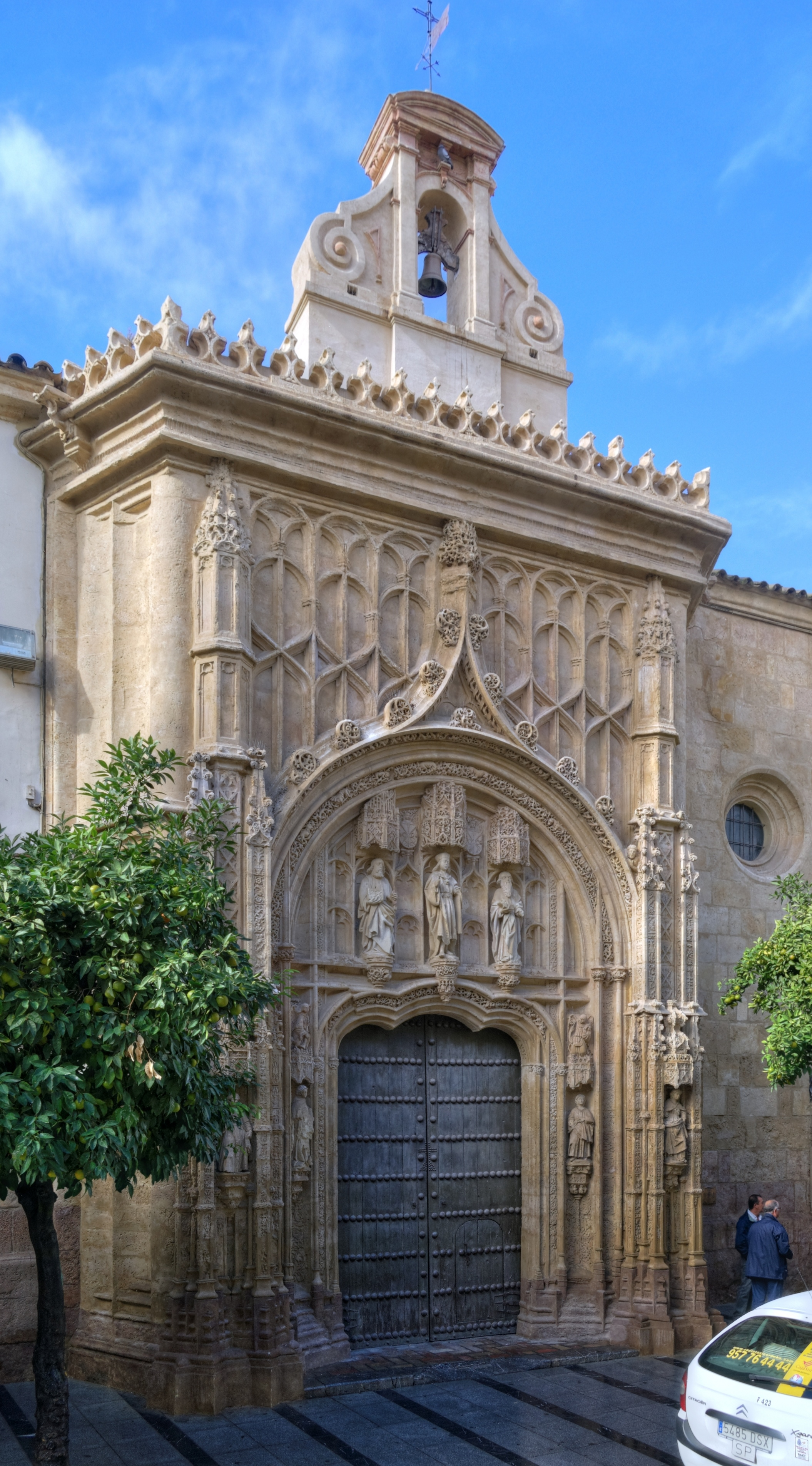
原圣塞巴斯蒂安医院
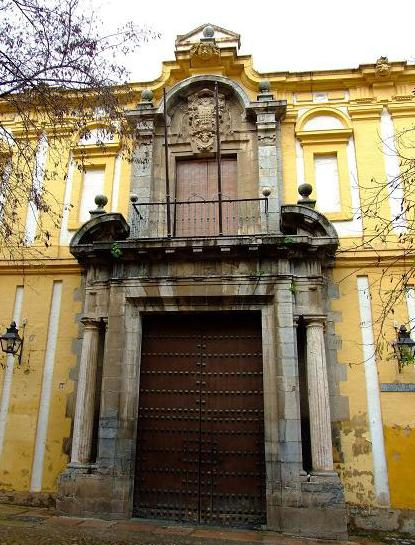
原萨拉查枢机医院
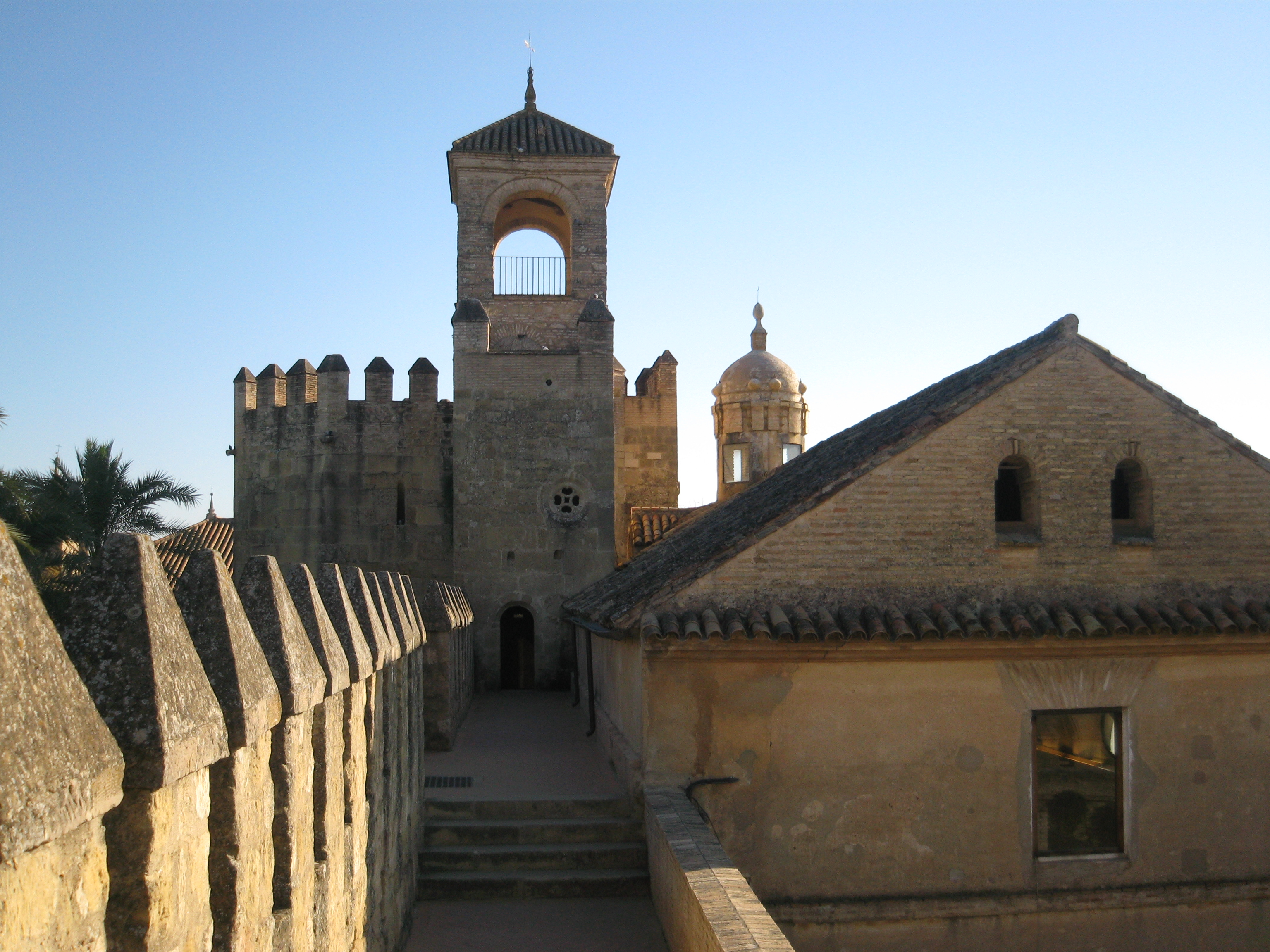
基督教君主城堡
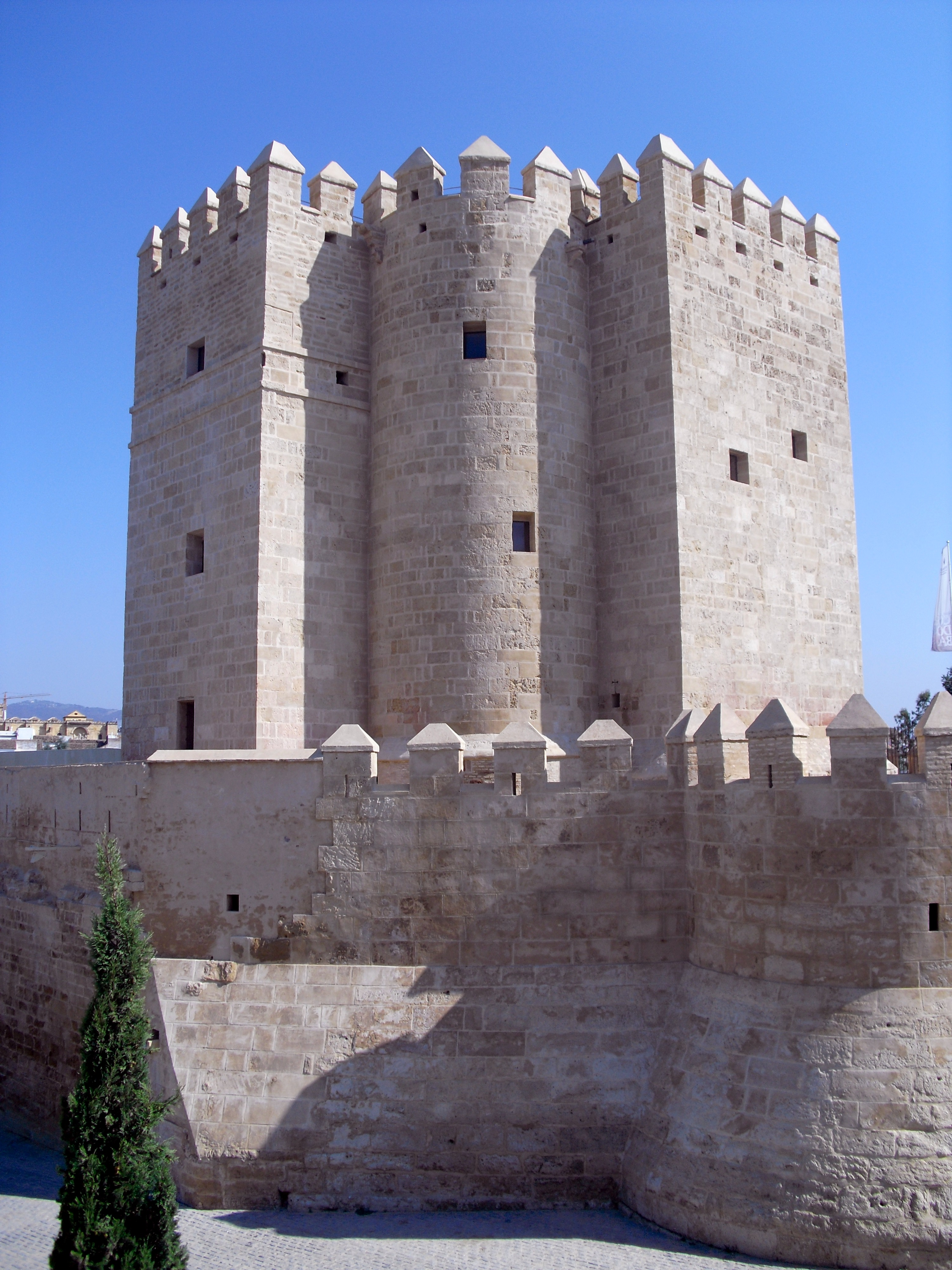
卡拉奥拉塔
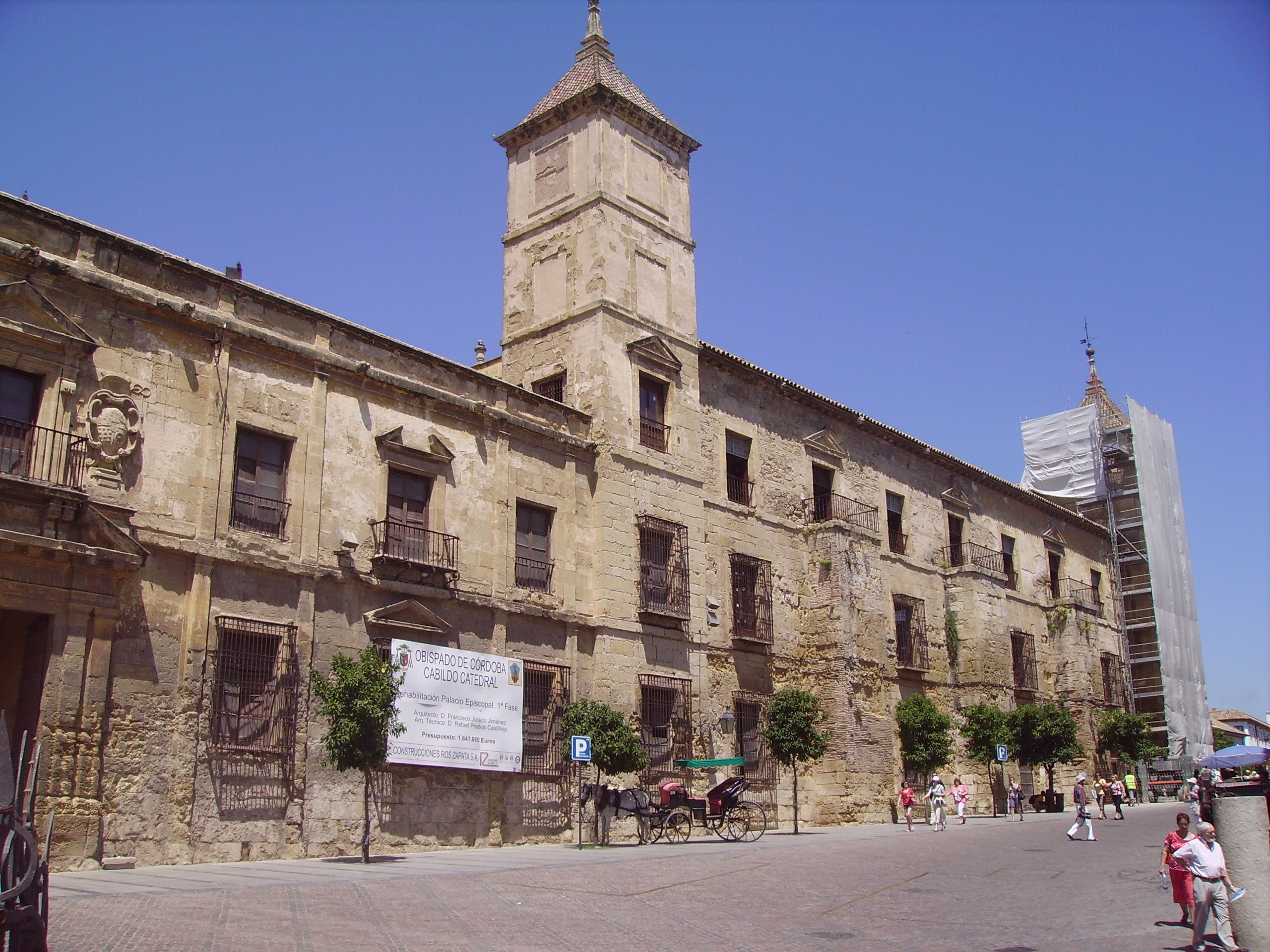
科尔多瓦主教宫
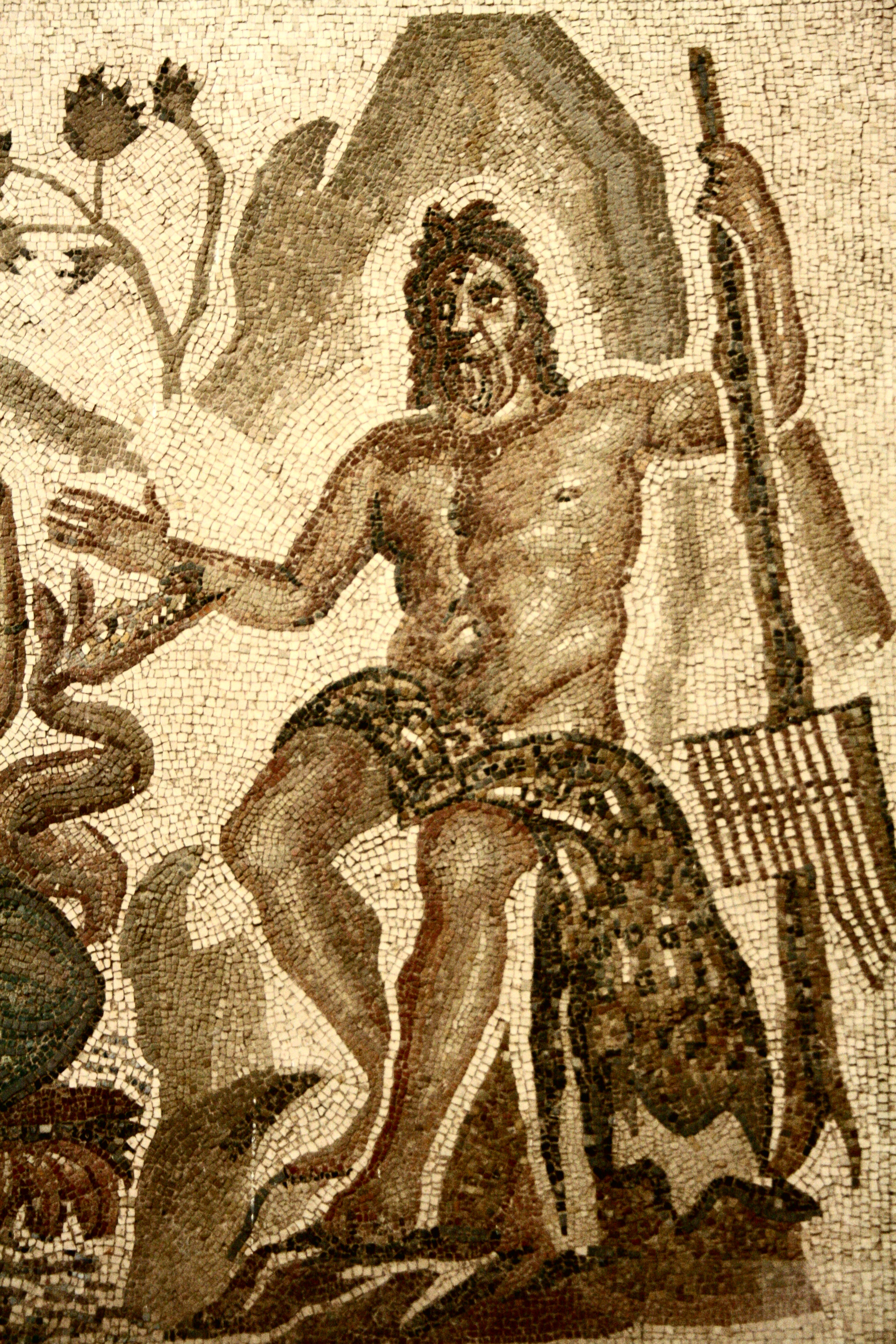
罗马式镶嵌细工
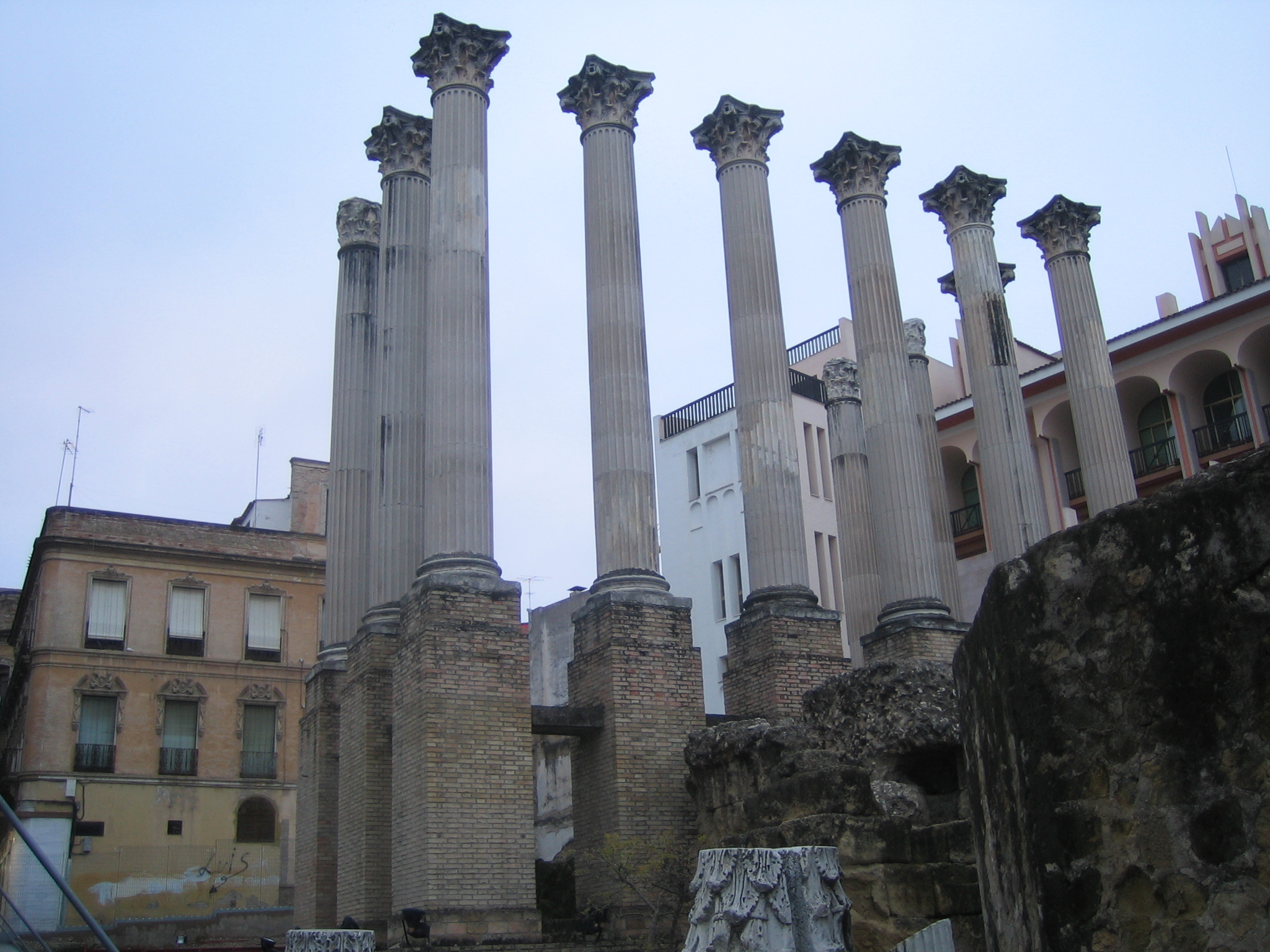
古罗马时代的圆柱